# الجمعية السعودية للإعلام والإتصال
الجمعية السعودية للإعلام والإتصال، هي جمعية علمية متخصصة في مجال الإعلام والإتصال، مقرها جامعة الملك سعود في الرياض. تأسست عام22/ 12/ 1421هـ، وفقا لقرار 2109/أ الصادر عن وزارة التعليم العالي، وعقد الاجتماع التأسيسي الأول للجمعية العمومية في جامعة الملك سعود بتاريخ 22/ 1422/11هـ الموافق 2002/2/5م، وانتخب أول مجلس إدارة للأعضاء بأعباء ومسؤوليات الجمعية.

## الرسالة
- تسعى للعمل بمستويات متميزة في تخطيط وتنفيذ برامج ومشاريع البحث العلمي والنشر والتدريب وتقديم الاستشارات المتخصصة والتعاون مع المؤسسات الإعلامية في تطوير الممارسات المهنية.

## المظلة
- تعمل الجمعية تحت مظلة إدارة الجمعيات العلمية في وكالة الجامعة للدراسات العليا والبحث العلمي في جامعة الملك سعود.

## المقر
- يقع مقرها في قسم الإعلام بكلية الآداب في جامعة الملك سعود في الرياض.

## الأهداف
- تنمية المعرفة العلمية والفكر في مجال الإعلام والإتصال.
- دراسة الظواهر الإعلامية والاتصالية وتقديم الاستشارات المتخصصة.
- تعزيز العمل التنموي الوطني في مجال التخصص.
- دعم وتطوير العملية التعليمية والبرامج التدريبية في مجالات الإعلام والإتصال.
- رفع مستوى الوعي الإعلامي في المجتمع.
- توثيق العلاقات وتبادل الخبرات مع الجمعيات العربية والعالمية.
- العمل لأن تكون مصدر اعتماد للمؤسسات والكفايات البشرية الإعلامية.

## العضوية الدولية للجمعية
- حظيت الجمعية السعودية للإعلام والاتصال بقبولها عضوا كامل العضوية في الاتحاد الدولي لجمعيات الاتصال international federation for communication associations ومقرها في كندا وهي أول جمعية عربية وإسلامية تنظم إلى هذا الاتحاد.
- كما تعد الجمعية عضوا مؤسسا في المجلس العالمي لتعليم الاعلام World Journalism Education Council الذي يعنى بتنسيق وتطوير منهجيات التعليم الاعلامي في العالم وتعد الجمعية السعودية للإعلام والاتصال العضو العربي الوحيد في هذا الاتحاد ومقره الولايات المتحدة الأمريكية.